# Powstanie wielkopolskie (1846)
Powstanie wielkopolskie 1846 roku – powstanie przeciwko Królestwu Pruskiemu, które wybuchło w Poznaniu i podpoznańskiej wsi Górczyn (obecnie w granicach miasta). Miało ono charakter demokratyczny i nie dążyło do odtworzenia rzeczypospolitej szlacheckiej, ale powstania nowego państwa polskiego.

## Historia

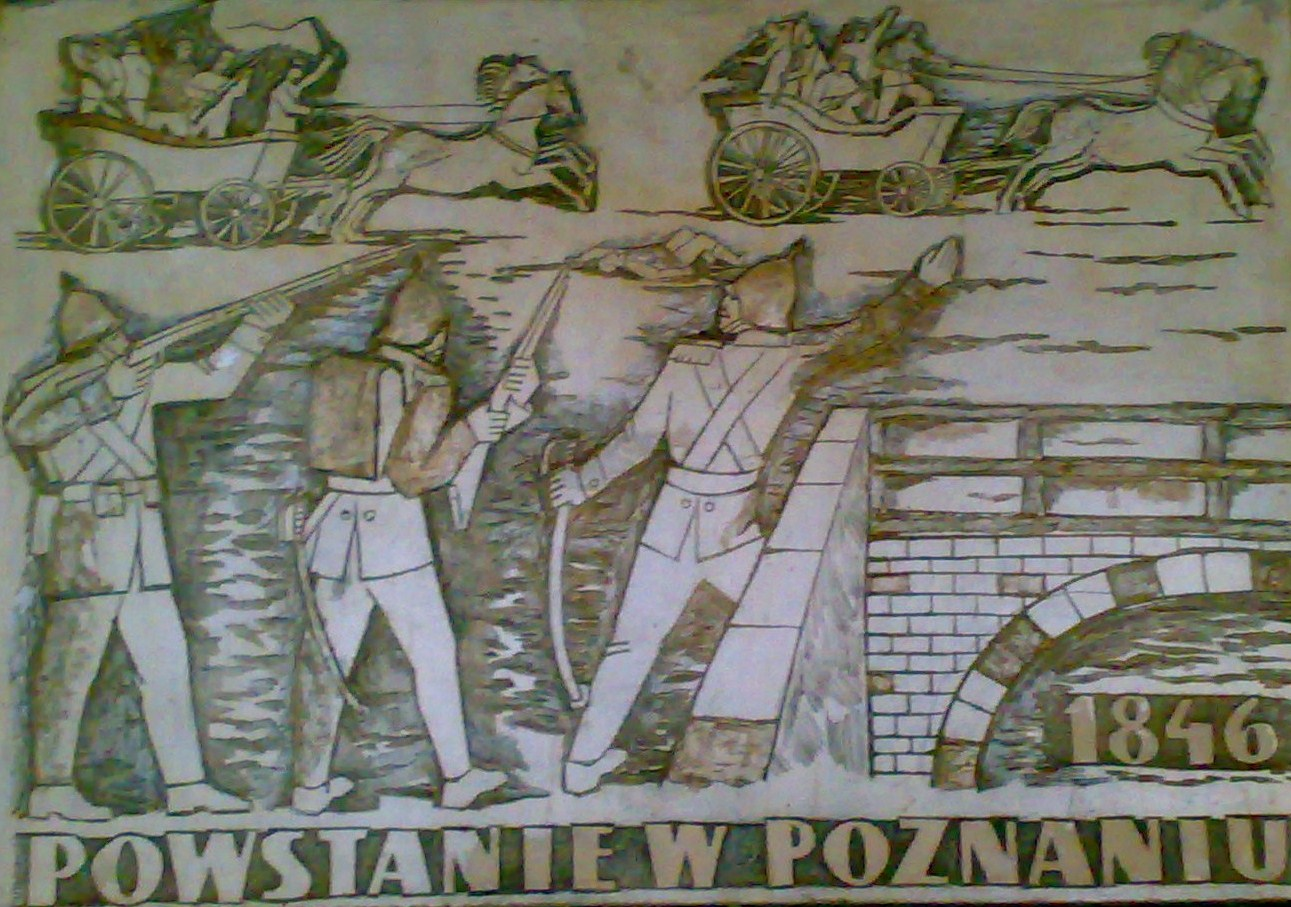
Płaskorzeźba w Zamku Cesarskim

W 1846 r. grupa spiskowców planowała jednoczesny wybuch powstania we wszystkich trzech zaborach, jednak plany zostały wykryte, a przywódców aresztowano w nocy z 21 na 22 lutego 1846. Aresztowano również, dzięki zeznaniom Henryka Ponińskiego, przywódców wielkopolskich – Karola Libelta i Ludwika Mierosławskiego (ten ostatni miał być dyktatorem całego powstania) i osadzono ich w poznańskiej cytadeli. Mimo to w Poznaniu i okolicach doszło 4 marca do walk. Oddział z Kórnika pod dowództwem leśniczego Trąmpczyńskiego wsparty przez rewolucyjnie nastawioną przez wcześniejsze akcje Mierosławskiego biedotę Poznania miał zaatakować cytadelę i uwolnić przywódców. Władze jednak dowiedziały się o planowanym szturmie i zatrzymały powstańców podczas bitwy na Moście Chwaliszewskim.
Inna grupa powstańców – kosynierzy dowodzeni przez Macieja Palacza – opanowała Górczyn i oczekiwała polecenia ataku na miasto. Rozkaz jednak nigdy nie nadszedł, a powstańcy zostali aresztowani przez wojska pruskie.
Towarzystwo Ludwika Mierosławskiego przygotowywało również powstanie na Kaszubach i Kociewiu, którego dowództwo objął Florian Ceynowa. Po nieudanym ataku na garnizon pruski w Starogardzie Gdańskim, jaki miał miejsce z 21 na 22 lutego 1846, aresztowano Ceynowę i skazano na karę śmierci, zamieniając ją później na dożywocie, któremu dała kres berlińska rewolucja marcowa roku 1848.
Większe powodzenie odniosło powstanie w zachodniej Galicji (lecz tylko chwilowo), gdzie władze austriackie nie aresztowały spiskowców, licząc, że rozruchy pozwolą im zlikwidować Rzeczpospolitą Krakowską.

## Znani powstańcy
- Teofil Iwanowski
- Władysław Niegolewski
- Maksymilian Ogrodowicz
- Edmund Taczanowski